# 부시를 위한 임무
부시를 위한 임무는 2006년 9월 11일에 세계 이슬람 매체 전선에 의해 출시된 1인칭 슈팅 비디오 게임이다. 세계 이슬람 매체 전선은 알 카에다의 선전 기관이다. 이 게임에서 주어진 목표는 6개의 스테이지에 걸쳐 미군 병사들을 죽이고 보스인 조지 W 부시를 처치하는 것이다. 이 게임은 페트릴라 엔터테인먼트에서 2003년에 출시한 사담을 위한 임무의 변형 게임이다. 첫 화면에는 부시 잡기의 밤이라고 표시되어 있다.